# Éhi
Pour les articles homonymes, voir Ehi (homonymie).
Éhi ou Ahiram est un fils de Benjamin, petit-fils de Jacob et de Rachel. Ses descendants s'appellent les Ahiramites.

## Éhi ou Ahiram
Éhi ou Ahiram sont le même personnage biblique,.

## Éhi et ses frères
Éhi a pour frères Béla, Béker, Ashbel, Guéra, Naamân, Rosh, Mouppim, Houppim et Ard.

## Éhi en Égypte
Éhi part avec son père Benjamin et son grand-père Jacob pour s'installer en Égypte au pays de Goshen dans le delta du Nil.
La famille des Ahiramites dont l'ancêtre est Ahiram ou Éhi sort du pays d'Égypte avec Moïse,.